# Prithviraj Kapoor
Prithviraj Kapoor, född 3 november 1901 i Peshawar, nuvarande Pakistan, död 29 maj 1972, var en berömd indisk skådespelare, som blev stamfar för skådespelarsläkten Kapoor, genom sina tre söner, skådespelarna, Raj Kapoor, Shammi Kapoor och Shashi Kapoor. Prithviraj Kapoor medverkade i den första indiska ljudfilmen Alam Ara.

## Filmografi
- Mughal-e-Azam (1931)
- Awaara (1931)
- Sikander (1931)
- Vidyapati (1931)
- Alam Ara (1931)